# Плавти
Плавти (Naucoridae) — родина напівтвердокрилих комах з підряду клопів (Heteroptera).

## Опис
Плавти мають сплощену задню частину тіла і короткі чотиричленні вусики. Довжина тіла досягає від 3 до 20 мм. Голова з очима, які часто перекривають передні кути передлегеневої частини, і коротке жало. Задні лапи зазвичай довші і використовуються для пересування у воді, а передні ноги чіпкі, мають структуру, подібну до канцелярського ножа. Тіло вкрите волосками, між якими утворюються бульбашки повітря.

## Спосіб життя
Плавти населяють ставки, озера та річки з повільною течією. Вони ненажерливі та багатоїдні хижаки, полюють під водою, легко плавають завдяки поштовху задніх ніг, які використовуються як весла. Полюють на інших водяних клопів, личинок бабок, комарів та інших двокрилих, молюсків та мальків риб. Іноді вони можуть жалити людей, завдаючи болючих укусів.

## Роди
Включає 46 родів:
- Afronaucoris Sites, 2022
- Ambrysus Stål, 1862
- Aneurocoris Montandon, 1897
- Aptinocoris Montandon, 1897
- Asthenocoris Usinger, 1937
- Australambrysus Reynoso & Sites, 2021
- Australonaucoris Sites, 2022
- Carvalhoiella De Carlo, 1963
- Cataractocoris Usinger, 1941
- Calocoris La Rivers, 1971
- Cheirochela Hope, 1840
- Coptocatus Montandon, 1909
- Cryphocricos Signoret, 1850
- Ctenipocoris Montandon, 1897
- Decarloa La Rivers, 1969
- Diaphorocoris Montandon, 1897
- Gestroiella Montandon, 1897
- Halmaheria Zettel, 2007
- Heleocoris Stål, 1876
- Heleolaccocoris Sites, 2022
- Hygropetrocoris Sites, 2015
- Idiocerus Montandon, 1897
- Ilyocoris Stål, 1861
- Indonaucoris Sites, 2022
- Interocoris La Rivers, 1974
- Laccocoris Stål, 1856
- Limnocoris Stål, 1858
- Macrocoris Signoret, 1861
- Maculambrysus Reynoso & Sites, 2021
- Melloiella De Carlo, 1935
- Namtokocoris Sites, 2007
- Nanonaucoris Zettel, 2001
- Naucoris Geoffroy, 1762
- Neomacrocoris Montandon, 1913
- Nesocricos La Rivers, 1971
- Pelocoris Stål, 1876
- Philippinocoris D. Polhemus & J. Polhemus, 1987
- Picrops La Rivers, 1952
- Placomerus La Rivers, 1956
- Procryphocricos J. Polhemus, 1991
- Sagocoris Montandon, 1911
- Stalocoris La Rivers, 1969
- Tanycricos La Rivers, 1971
- Temnocoris Montandon, 1897
- Tsingala Sites, 2022
- Warisia La Rivers, 1971